# Steele Von Hoff
Steele Von Hoff (* 31. Dezember 1987 in Mornington, Victoria) ist ein ehemaliger australischer Straßenradrennfahrer.

## Sportlicher Werdegang
Steele Von Hoff gewann 2010 eine Etappe bei der Tour of Gippsland und den Shipwreck Coast Classic. 2011 erhielt er seinen ersten Vertrag bei einem internationalen Radsportteam, dem das australische Continental Team Genesys Wealth Advisers. In seinem ersten Jahr dort belegte den siebten Rang in der Gesamtwertung der Tour of Wellington. Bei der Ozeanienmeisterschaft in Shepparton gewann er die Bronzemedaille im Straßenrennen.
2012 wechselte Von Hoff zum US-amerikanischen Continental Team Chipotle-First Solar Development Team, dem Farmteam des ProTeams Garmin-Barracuda, für das er zum Jahresende zunächst als Stagiaire und dann bis 2014 mit einem regulären Vertrag fuhr. Für Chipotle konnte er vier Erfolge einfahren: Er gewann jeweils eine Etappe der Tour du Loir-et-Cher sowie der Olympia’s Tour. Außerdem konnte er zwei Tagessiege bei der Tour de la Guadeloupe verzeichnen. Für Garmin konnte er außer der australischen Meisterschaft im Kriterium 2014 keine weiteren Siege verbuchen konnte. Jedoch erreichte er einige Podiumsplatzierungen bei den WorldTour-Rennen Tour Down Under und Tour de Pologne.
Zu Beginn der Saison 2015 wechselte Von Hoff zum britischen Continental Team NFTO und konnte erneut die australische Meisterschaft im Kriterium gewinnen. Einige Wochen später gewann er bei der Tour Down Under im Trikot der australischen Nationalmannschaft die vierte Etappe im Massensprint des Pelotons.
In den Saisons 2016 fuhr Von Hoff für ONE Pro Cycling. Sein bedeutendster Erfolge in dieser Zeit war ein Etappensieg bei de Tour of Norway 2016. Zur Saison 2018 wechselte er für ein Jahr zum australischen Team Bennelong Swisswellness, das auch sein letztes internationales Team blieb. Im selben Jahr entschied er das Straßenrennen bei den Commonwealth Games für sich.
Ab der Saison 2019 startete Von Hoff nur noch auf nationaler Ebene, letztmals wurde er in der Saison 2021 bei einem UCI-Rennen in den Ergebnislisten geführt.

## Erfolge
2011
- Ozeanienmeisterschaft – Straßenrennen

2012
- Australische Meisterschaft – Kriterium
- eine Etappe Tour du Loir-et-Cher
- eine Etappe Olympia’s Tour
- zwei Etappen Tour de la Guadeloupe

2014
- Australischer Meister – Kriterium

2015
- Australischer Meister – Kriterium
- eine Etappe Tour Down Under
- Rutland-Melton International CiCLE Classic

2016
- eine Etappe Tour of Norway
- eine Etappe Sibiu Cycling Tour

2017
- Mannschaftszeitfahren Ronde van Midden-Nederland
- eine Etappe Tour de Timor

2018
- Punktewertung Herald Sun Tour
- Commonwealth Games – Straßenrennen